# Emelie Jansson
Emelie Jansson, född 23 maj 2003, är en svensk före detta fotbollsspelare som spelat för AIK.

## Karriär
Jansson föddes den 23 maj 2003 i Luxemburg och är uppvuxen i Nacka utanför Stockholm. Vid 6 års ålder inledde hon sin spelarkarriär i moderklubben Boo FF, där hon spelade fram till hösten 2018 då hon bytte klubb och började spela för AIK. I början av 2020 meddelade AIK att Jansson och klubben hade kommit överens om ett A-lagskontrakt.
Säsongen 2022 slutade AIK sist i Damallsvenskan och degraderades såldes inför säsongen 2023 till Elitettan. Detta till trots valde Emelie Jansson att förlänga kontraktet med två år inför säsongen 2023.